# Кодрішору
Кодрішору (рум. Codrișoru) — село у повіті Біхор в Румунії. Входить до складу комуни Аушеу.
Село розташоване на відстані 405 км на північний захід від Бухареста, 45 км на схід від Ораді, 89 км на північний захід від Клуж-Напоки.

## Населення
За даними перепису населення 2002 року у селі проживали 77 осіб, усі — словаки. Усі жителі села рідною мовою назвали словацьку.